# South Somerset
South Somerset est un district non métropolitain du comté du Somerset, en Angleterre. Le district couvre une superficie de 958km² allant des frontières avec le Devon, le Wiltshire et le Dorset jusqu'au bord des Somerset Levels. Elle compte environ 158 000 habitants. Le centre administratif du district est Yeovil.
Le 1er avril 2023, le district est aboli et remplacé par le Somerset Council (en), un district unitaire pour la zone précédemment desservie par le Somerset County Council (en).

## Histoire
Le district est formé le 1er avril 1974 et est à l'origine connu sous le nom de Yeovil, adoptant son nom actuel en 1985. Il est formé par la fusion des arrondissements municipaux de Chard, Yeovil, ainsi que des districts urbains de Crewkerne et Ilminster et du district rural de Chard, du district rural de Langport, du district rural de Wincanton et du district rural de Yeovil.
Le district couvre l'ensemble de la circonscription de Yeovil et une partie de Somerton et Frome. Le district est gouverné par le South Somerset District Council, élu pour la dernière fois lors des élections du South Somerset District Council de 2019.

### Abolition
Le 1er avril 2023, le conseil de district est aboli et remplacé par le Somerset Council, une autorité unitaire pour la zone précédemment desservie par le Somerset County Council. Les élections pour le nouveau conseil ont eu lieu en mai 2022. Il s'est déroulé en même temps que les élections des districts du South Somerset et des autres conseils de district du comté jusqu'à leur abolition.

## Les villes
Ses principales villes comprennent:
- Bruton
- Château de Cary
- Bettes
- Crewkerne
- Ilminster
- Langport
- Port de Milborne
- Somerton
- Wincanton
- Yeovil